# Rete tranviaria di Chemnitz
La rete tranviaria di Chemnitz è la rete tranviaria che serve la città tedesca di Chemnitz.

## Storia
Aperta nel 1879 con trazione a cavalli ed elettrificata a partire dal 1893, la rete era inizialmente a scartamento ridotto; fu trasformata a scartamento ordinario negli anni sessanta del XX secolo.
Nel 2002 venne attivato un servizio di tram-treno, che percorre le linee tranviarie urbane e la linea ferroviaria per Stollberg, secondo il cosiddetto "modello Chemnitz" (Chemnitzer Modell).

## Rete
La rete si compone di 5 linee urbane:
- 1 Schönau – Brückenstr./Freie Presse
- 2 Bernsdorf – Brückenstr./Freie Presse
- 3 Hauptbahnhof – Technopark
- 4 Hauptbahnhof – Hutholz
- 5 Gablenz – Hutholz

A queste linee si aggiungono le linee di tram-treno: 
- C11: Chemnitz Hauptbahnhof – Stollberg
- C13: Burgstädt – Chemnitz Hauptbahnhof – Chemnitz Technopark – Thalheim – Aue
- C14: Mittweida – Chemnitz Hauptbahnhof – Chemnitz Technopark – Thalheim
- C15: Hainichen – Chemnitz Hauptbahnhof – Chemnitz Technopark